# Plasmodiophorida
Die Plasmodiophorida sind eine Gruppe von parasitisch lebenden Schleimpilzen, die systematisch zu den Cercozoa gestellt werden.

## Merkmale und Lebensweise
Die Plasmodiophorida bilden Zellwände aus Chitin. Sie haben eine besondere Form der Kernteilung. Während der Metaphase ist das Chromatin senkrecht zum großen, gestreckten Nukleolus angeordnet: es entsteht eine kreuzförmige Struktur. Die Zoosporen tragen zwei ungleich lange Geißeln.
Im Lebenszyklus kommen sowohl haploide wie diploide Plasmodien vor.
Die Arten leben als obligate Endoparasiten in Gefäßpflanzen, Algen und Pilzen.

## Systematik
Die Plasmodiophorida bilden zusammen mit der Gattung Phagomyxa die Phytomyxea.
Es gibt 10 Gattungen mit zusammen rund 35 Arten:
- Ligniera
- Membranosorus
- Octomyxa
- Plasmodiophora
  - Plasmodiophora brassicae, Erreger der Kohlhernie
- Polymyxa
- Sorodiscus
- Sorosphaera
- Spongospora
- Tetramyxa
- Woronina

## Belege
- A. Bresinsky, Ch. Körner, J. W. Kadereit, G. Neuhaus, U. Sonnewald: Strasburger – Lehrbuch der Botanik. 36. Auflage, Spektrum Akademischer Verlag, Heidelberg 2008, S. 645, ISBN 978-3-8274-1455-7